# Torre dei Donati
A Torre dei Donati egyike Firenze fennmaradt középkori lakótornyainak. A Via del Corso utcában áll. Az épület egykor a Donati-család tulajdona volt. Ebből a családból származott Gemma, Dante Alighieri felesége. Ennek okán a házon kőbe vésett Dante-idézetek láthatóak.